# Zlatko Dalić
Zlatko Dalić (phát âm tiếng Croatia: [zlâtko dǎːlitɕ], sinh ngày 26 tháng 10 năm 1966) là một huấn luyện viên và cựu cầu thủ bóng đá chuyên nghiệp người Croatia. Ông hiện đang là huấn luyện viên trưởng của Đội tuyển bóng đá quốc gia Croatia.
Ông là huấn luyện viên của đội tuyển Croatia kể từ năm 2017 và đã dẫn dắt đội giành vị trí thứ hai và thứ ba tại các kỳ FIFA World Cup năm 2018 và 2022, cùng với suất tham dự UEFA Euro 2020 và UEFA Euro 2024. Do đó, ông được coi là huấn luyện viên vĩ đại nhất trong lịch sử đội tuyển quốc gia Croatia.

## Sự nghiệp cầu thủ
Dalić đã chơi cho một số câu lạc bộ khi còn là cầu thủ. Ông khởi đầu sự nghiệp trẻ của mình trong màu áo Troglav 1918 Livno trước khi khởi đầu sự nghiệp cầu thủ chuyên nghiệp khi gia nhập Hajduk Split vào năm 1983. Ông chơi cho Hajduk Split cho đến năm 1986 trước khi gia nhập Cibalia, khi đó được gọi là Dinamo Vinkovci. Trong những năm tiếp theo của sự nghiệp, Dalić chơi cho các câu lạc bộ Budućnost Titograd (ngày nay được gọi là Budućnost Podgorica), Velež Mostar và Varteks. Ông treo giày ở tuổi 34 vào năm 2000 tại Varteks.

## Sự nghiệp huấn luyện viên

### Varteks
Sau khi kết thúc sự nghiệp cầu thủ của mình vào năm 2000, Dalić trở thành trợ lý huấn luyện viên tại Varteks. Từ tháng 5 năm 2002 đến tháng 5 năm 2005, Dalić làm giám đốc thể thao của câu lạc bộ, và trong các mùa giải 2003–04 và 2004–05, ông là kiêm trợ lý huấn luyện viên cho Miroslav Blažević.
Vào tháng 5 năm 2005, ông được bổ nhiệm làm huấn luyện viên của Varteks. Trong mùa giải đầu tiên nắm quyền của ông, đội đã cán đích ở vị trí thứ ba tại Giải bóng đá vô địch quốc gia Croatia và lọt vào trận chung kết Cúp bóng đá Croatia. Trong trận lượt đi của trận chung kết diễn ra tại Rijeka, Varteks đã thua 0–4 trước HNK Rijeka. Trong trận lượt về tại Varaždin, Dalić gần như đã tạo nên một cú sốc khi dẫn dắt đội bóng giành chiến thắng 5–1, nhưng họ đã thất bại chung cuộc trước HNK Rijeka vì chưa ghi thêm một bàn thắng nữa để giành vô địch cúp quốc gia.

### Rijeka
Vào mùa hè năm 2007, ông trở thành huấn luyện viên của Rijeka sau khi hợp đồng của ông với Varteks kết thúc. Ông kết thúc mùa giải 2007–08 ở vị trí thứ tư. Sau khi bị loại khỏi Cúp UEFA Intertoto 2008 bởi KF Renova, Dalić bị sa thải vào ngày 1 tháng 7 năm 2008 ngay trước khi mùa giải bắt đầu.

### Dinamo Tirana
Trong mùa giải 2008–09, Dalić đã đến Albania để làm huấn luyện viên mới của nhà vô địch Albania Dinamo Tirana. Sau mùa giải 2008–09, ông đã giành Siêu cúp Albania cùng đội. Ông đã từ chức vào tháng 2 năm 2009 sau khi thua hai trận derby liên tiếp trước các đội thủ đô khác là Tirana và Partizani.

### Slaven Belupo
Sau một thời gian ngắn ở Albania, ông trở về Croatia vào năm 2009 và tiếp quản câu lạc bộ bóng đá Croatia thứ ba của mình là Slaven Belupo. Đội cán đích thứ 7 chung cuộc tại giải vô địch quốc gia với 11 chiến thắng, 10 trận hòa và 9 trận thua cũng như đạt được đến vòng tứ kết trong mùa giải 2009–10.

### Al Faisaly
Vào mùa giải 2010–11, Dalić là huấn luyện viên trưởng của câu lạc bộ Ả Rập Xê Út Al Faisaly. Vào cuối mùa giải 2010–11, câu lạc bộ đã đạt được thành công lớn nhất trong lịch sử của mình khi giành quyền tham dự Cúp Nhà vua thuộc Saudi Pro League. Dalić được tờ báo Al Riyadh vinh danh là Huấn luyện viên Saudi Pro League xuất sắc nhất năm cho mùa giải 2010–11. Trong một cuộc bình chọn, ông đã đánh bại các huấn luyện viên nổi tiếng khác đang làm việc tại Ả Rập Xê Út vào thời điểm đó như Gabriel Calderón, Walter Zenga và Eric Gerets.

### Al Hilal
Vào ngày 3 tháng 5 năm 2012, Dalić ký hợp đồng với câu lạc bộ Ả Rập Xê Út Al-Hilal để nắm quyền huấn luyện đội B của câu lạc bộ. Vào ngày 30 tháng 1, Al-Hilal đã đồng ý với Dalić huấn luyện đội một sau khi Antoine Kombouaré bị sa thải. Vào ngày 9 tháng 2 năm 2013, Dalić có trận ra mắt cho Al-Hilal với tư cách là huấn luyện viên trong trận đấu gặp câu lạc bộ cũ là Al-Faisaly ở bán kết Cúp bóng đá Thái tử Ả Rập Xê Út 2012–13. Dalić cuối cùng đã dẫn dắt Al-Hilal giành chức vô địch cúp, danh hiệu vô địch thứ sáu liên tiếp của đội và cũng là danh hiệu lớn thứ hai trong sự nghiệp huấn luyện viên của ông. Trong mùa giải 2013–14, ông là ứng cử viên chính cho vị trí giám đốc thể thao tại câu lạc bộ lớn của Croatia là Hajduk Split, nhưng đã từ chối lời đề nghị này.

### Đội tuyển bóng đá quốc gia Croatia
Vào ngày 7 tháng 10 năm 2017, Liên đoàn bóng đá Croatia (HNS) bổ nhiệm Dalić làm huấn luyện viên trưởng của đội tuyển bóng đá quốc gia Croatia sau khi sa thải Ante Čačić do một loạt kết quả kém. Sau khi được bổ nhiệm, Dalić tuyên bố rằng ông sẽ chỉ tiếp tục làm huấn luyện viên trưởng nếu Croatia giành quyền tham dự FIFA World Cup 2018 và HNS sẽ quyết định tương lai của ông nếu Croatia không giành quyền tham dự vòng chung kết.

## Nhận định và phong cách huấn luyện
Dalić được coi là huấn luyện viên vĩ đại nhất lịch sử đội tuyển quốc gia Croatia do những thành tích đạt được của ông tại nhiều kỳ World Cup, bao gồm một lần về nhì và một lần về thứ ba. Ông mô tả mối quan hệ với lòng tin vững chắc với các cầu thủ là chìa khóa cho triết lý huấn luyện của mình thông qua câu nói này: "Nếu tôi có khả năng tôn trọng các cầu thủ của mình đến mức tối đa, họ sẽ làm theo, họ sẽ tôn trọng tôi. Chúng tôi có mối quan hệ thẳng thắn và chân thành. Không có bí mật, không có những tình huống khó xử nào hết. Tôi nghĩ rằng mối quan hệ như vậy rất quan trọng đối với một đội tuyển quốc gia vì chúng tôi chỉ ở bên nhau trong một thời gian ngắn. Không có thời gian cho các cuộc thảo luận hay cãi vã nào cả."

## Cuộc sống cá nhân
Dalić sinh ngày 26 tháng 10 năm 1966 tại Livno, một thành phố trước đây thuộc về lãnh thổ CHXHCN Bosnia và Herzegovina (quốc gia tiền thân của Bosna và Hercegovina), một quốc gia thuộc CHLBXHCN Nam Tư cũ. Ông xuất thân từ một gia đình người Croatia, có mẹ là Kata và cha là Ivan Dalić. Ông mang quốc tịch Croatia.
Năm 1992, Dalić kết hôn với vợ mình là Davorka Propadalo, người mà anh gặp tại một trường trung học ở Livno. Họ có hai người con trai với nhau là Toni và Bruno. Dalić là một tín hữu Công giáo La Mã ngoan đạo và thường xuyên đọc Kinh Mân Côi trong mỗi trận đấu.
Năm 2023, Dalić mở một nhà hàng dành cho đội bóng đá tại thành phố Varaždin của Croatia, nơi ông bắt đầu sự nghiệp huấn luyện viên của mình.

## Danh hiệu

### Với tư cách là cầu thủ
Hajduk Split
- Cúp bóng đá Nam Tư: 1983–84

### Với tư cách là huấn luyện viên
Varteks
- Á quân Cúp bóng đá Croatia: 2005–06[23]

Dinamo Tirana
- Siêu cúp bóng đá Albania: 2008

Al-Hilal
- Saudi Crown Prince Cup: 2012–13
- Á quân Saudi Professional League: 2012–13

Al-Ain
- UAE President's Cup: 2013–14
- UAE Pro-League: 2014–15
- UAE Super Cup: 2015
- Á quân AFC Champions League: 2016

Đội tuyển bóng đá quốc gia Croatia
- Á quân FIFA World Cup: 2018; hạng 3: 2022
- Công dân danh dự của hạt Varaždin (2018)[24] và Tomislavgrad (2023)[25]
- Veliko zlatno srce ("Trái tim vàng vĩ đại"), được trao tặng bởi các hiệp hội cựu chiến binh Croatia (2018)[26]
- FIFA Series: 2024

## Huân chương
- Huân chương Công tước Trpimir với ruy băng và ngôi sao ()